# Junkers G 24
El Junkers G 24 era un avió de passatgers de 9 places utilitzat per la Lufthansa, que va néixer pel creixent ús de l'aviació civil als anys 20. Posteriorment, va néixer l'aplicació militar per a les necessitats de les Forces Aèries de la Unió Soviètica. També va servir a les Forces Aèries de la República Espanyola (FARE) i per tant, estava present en l'inici de les hostilitats de la guerra civil.

## Història
Com s'ha comentat abans, als anys 20, hi va haver un gran increment al transport de passatgers per l'avió, i per això, Hugo Junker, cap de Dessau Junkers Werke, va encomanar al seu enginyer Ernst Zindel el desenvolupament d'un avió de transport. Basant-se en un disseny anterior, el Junkers F 13, va dissenyar un avió monomotor que utilitzava un motor BMW i que va fer el primer envol l'any 1924, amb el nom de Junkers G 23, però de seguida es va veure que l'hi mancava potència, i per això, hi van acoblar dos motors més a les ales. El primer model trimotor utilitzava un motor central BMW IIIa, dos motors Mercedes D1 a les ales, que va volar l'any 1924, encara amb la denominació G 23.
La Unió Soviètica va fer una comanda de desenvolupament d'un avió bombarder a la casa Junkers, que en un bon principi va oferir l'estudi d'un avió bimotor que estava desenvolupant el Junkers Ju 25 semblant al Heinkel He 111, però el desenvolupament d'aquest avió els resultava molt car, i van oferir la militarització del G 24 i com que Alemanya no podia construir avions militars pel Tractat de Versalles, es van empescar de construir parts a Dessau i muntar els avions amb armes i allotjament de bombes a Suècia en la fàbrica AB Flygindustri.
Es tractava d'un avió totalment metàl·lic amb el fuselatge folrat de xapa ondulada constituint una estructura mono casc de gran resistència. Amb ales baixes d'estructura cantilever amb folrat llis, i els tres motors lineals, movien hèlix de fusta i doble pala. El tren d'aterratge era fixo compost per dues rodes sense carenar i unides per un eix que portava riostes en el centre i pati de cua. El lloc de pilotatge descobert i separat dels passatgers, que anava tot tancat, disposava de calefacció. Axó junt amb els tres motors ja l'hi permetia una velocitat de 170 km/h.

### Fets Esportius

#### 1926
- 1 de maig, Lufthansa inicia els vols de passatgers nocturns Berlín – Kaliningrad (Rússia).

- 24 de juliol, es van fer famosos dos aparells que van sortir de Berlín, per arribar a Pequín en 10 escales, distància de 20.000 km, a on van arribar el 8 de setembre, per continuar fins a Xangai en prevenció de conflictes bèl·lics. Van arribar a Berlín el 26 de setembre, donant peu a la creació de la línia Trans-Euro-Asiàtica.

#### 1927
- 1 d'abril, el pilot Waldemar Roeder estableix un nou rècord mundial de la distància, en volar amb una càrrega de 2.000 kg, la distància de 1.013,18 km en 7 hores i 52 minuts.

- 4 d'abril, el rècord mundial de distància obtingut pel pilot Fritz Horn en aquest avió, de volar 2.020 km amb una càrrega de 1.000 kg en 14 hores i 23 minuts, obtenint una mitjana de 140 km/h.

- 10 d'abril, nou rècord mundial de velocitat amb 2.000 kg del pilot 'Hermann Roeder aconseguit sobre una distància de 500 km a una mitjana de 175,75 Km/h, al mateix temps també l'estableix sobre la distància de 100 km a una mitjana de 179,24 Km/h.

- 1 de juny, rècord mundial de velocitat en 100 km i càrrega de 2.000 kg, aconseguit pel pilot Zimmermann amb una mitjana de 207,26 km/h en el circuit entre Dessau i Leipzig.

- 28 de juny, el pilot Zimmermann aconsegueix un nou rècord de velocitat establint-lo en 209,115 km/h amb una càrrega de 1.000 kg.

- 4 d'agost, surt un avió de Norderney cap a les Açores, per fer l'expedició de l'Atlàntic sud, que consistia a ser el primer avió a travessar-lo de l'est a l'oest; però va acabar estavellant-se en les Açores.

- 6 d'agost, un hidroavió del model K 30 estableix el rècord de 1.000 km amb càrrega de 1.000 kg a una mitjana de 171 km/h en un temps de 10 hores 42 minuts i 45 segons en un vol de 1.176 km, rècord reconegut per la Federació Aeronàutica Internacional.

#### 1928
- 23 de juny un Junkers G 24 i dos Junkers F 13, emprenen una expedició a l'Afganistan

## Dades tècniques (Junkers G 23)
- Llargada: 15,70 metres.
- Amplada: 29,90 metres.
- Alçaria: 4,15 metres.
- Pes a l'envol: 6.500 kilograms.
- Velocitat màxima: 197 km/h.
- Autonomia: 1.300 kilòmetres (6 hores).
- Tripulació: 2 persones
- Capacitat: 9 passatgers.[cal citació]
- Armament: En versió K 30 fins a 7 metralladores, i fins a 500 kg de bombes

## Teatre d'Operacions

### Espanya
Segons totes les fonts consultades, només existia un exemplar de Junkers K 30, adquirit l'any 1928, en poder de les FARE, que estava enquadrat en el d'unitat trimotor de Getafe amb possible matrícula EC-FFA, i pel que sembla, només el pilotava un sol pilot; i per més desgràcia, va ser destruït en un bombardeig en terra.
Van operar en sòl espanyol dos G 24 en companyies aèries, fins que es van donar de baixa per ser molt vells.

### Alemanya
La fàbrica de Dessau en el temps comprés entre 1925 i 1929, va fabricar 72 aparells dels quals 26 els va utilitzar la Lufthansa en vols comercials. Posteriorment es va pensar en un monomotor que es va realitzar transformant 11 G 24 escurçant-se les ales i substituint el motor central per un BMW VIU passant-se a denominar com F 24ko, i per fi una nova modificació va donar a llum al F 24kay, donant-se el cas que molts d'aquests avions encara estaven en servei en la Lufthansa al començament de la segona guerra el 1939.

### Altres teatres d'operacions
- Afganistan.
- Àustria.

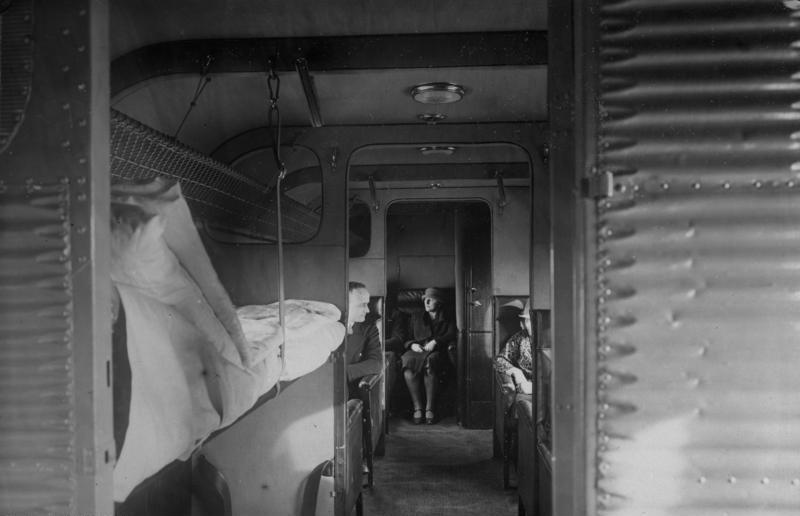
Vista interior d'un G 24 en novembre del 1929

- Brasil: línies aèries Syndicato Condor.
- Finlàndia: les línies aèries Aero O/Y va adquirir G 24 equipats amb flotadors, per fer la ruta a Estocolm, com és lògic només podien operar a l'estiu.
- Grècia.
- Itàlia: 2 del model G 24a.
- Iugoslàvia: durant el 1926 va rebre 2 aparells K 30.
- Suècia: línies aèries AB Aerotransport amb moltes rutes.[1]
- Suïssa.
- Unió Soviètica: va rebre una comanda de 23 K 30 entre 1925 i 1926, i després els va fabricar en una fàbrica Junkers a Fili (Moscou), amb la denominació JuG-1.
- Xile: en 1926 va rebre 6 aparells R 42 (versió del K 30 fabricada a Suècia).

## Models
- G 23

Prototip amb motor central Junquers L-2 i dos Daimler D III lineals refrigerats per líquid.
- G 24

Serie que primer va ser la transformació de G 23 fabricats abans, però amb motors més potents Junkers L-2.
- G 24a

Versió amb 3 motors Junkers L-2, radiadors a les ales i carenats dels motors més petits. 2 aparells venuts a Itàlia amb motor central Isotta Franchini.
- G 24ba

Versió amb 3 Junkers L-2 amb els radiadors reforçats.
- G 24b1a

Versió igual a la G 24ba amb el tren d'aterratge modificat a flotadors, venuda a Aero O/Y finesa.
- G 24bi

Motor central Junkers L-5, mantenint a les ales els Junkers L-2.
- G 24ce

Amb els tres motors Junkers L-5. Aparegut en el 1926.
- G 24e

Versió millorada del G 24ce.
- G 24de

Versió amb radiadors modificats i carenats de motor més petits.
- G 24fe

Versió equipada amb els radiadors centrals de les ales engrandits.
- G 24ge

modificació dels extrems de les ales.
- G 24g1e

Versió hidroavió del G 24ge experimental per llençar torpedes.
- G 24gu

Versió amb motor central Junkers L-5G i els laterals Junkers L-5.
- G 24gn

Prototip amb motor central Junkers L-5 potenciat fins a 420 CV.
- G 24he

Versió amb tren d'aterratge davanter amb rodes separades, llocs de pilotatge carenats més aerodinàmic, i capacitat augmentada fins a 14 passatgers.
- G 24h1e

Hidroavió del model G 24he.
- G 24hu

Prototip amb 3 motors BMW Va.
- G 24li

Modificació dels models G 24a/b per canviar el motor central per un Junkers L-5.
- G 24mai

Modificació d'un G 24e substituint el motor central per un Isotta Frachini per Itàlia.
- G 24nao

Model equipat amb motors Gnome-Rône Jupiter de 9 cilindres en estrella. Prototip del K 30.
- G 24L

Equipat amb 3 motors Junkers L-5G
- G 24kae

Prototip monomotor amb motor Daimler-Benz DB 600/601.
- G 24kai

Prototip monomotor amb motor Jumo 211.
- G 24kau

Prototip monomotor amb motor BMW VIau.
- G 24kay

Prototip monomotor provat en octubre de 1933, amb motor Jumo 4.
- G 24ko

Prototip amb motor BMW VIU.
- G3 S1 24

Modificació d'un G 24ba com ambulància volant en 1924, 3 motors Junkers L-2.
- G1 Sa 24

Modificació com avió de reconeixement en 1924, un sol motor.
- G2 Sb 24

Modificació d'un G 24he com a bombarder, prototip del K 30, tres motors.
- K 30

Sèrie de bombarders apareguts en 1926, Fabricats amb peces de Dessau, però muntats en Limhamn.
- K 30b

Denominació russa per als aparells terrestres (denominació no oficial Junkers).
- K 30c

Denominació russa per als K 30 hidroavions (denominació no oficial Junkers).
- K 30do

Projecte de K 30 amb un sol motor Jumo 4 aparegut en 1931, no arribat a fabricar.
- TB2

Designació militar soviètica pel K 30 (denominació no oficial Junkers).
- JuG-1

Designació soviètica dels aparells de la fàbrica de Moscou (denominació no oficial Junkers).

## Aparells conservats
No hi ha notícies d'aparells que hagin sobreviscut, possiblement van ser tots destruïts.